# Chionobosca
Chionobosca és un gènere d'arnes de la família Crambidae. Conté només una espècie, Chionobosca actinopis, que es troba a Austràlia, on ha estat registrada al Territori del Nord.